# Istina (Riblja čorba-album)
Az Istina (magyarul: Igazság) a Riblja čorba együttes 1985-ben megjelent nagylemeze. Kiadta az RTB, katalógusszáma: 2121905.

## Az album dalai

### A oldal
1. 'Ajde, beži (4:16)
2. Neću da te volim (4:01)
3. Hleba i igara	(2:44)
4. Sačekaj (3:52)

### B oldal
1. 'Alo (2:58)
2. Disko mišić (3:21)
3. Verno pseto (4:05)
4. Dvorska budala (2:52)
5. Pogledaj dom svoj, anđele (3:39)